# بازکاربری پسماند گوارشی انسان

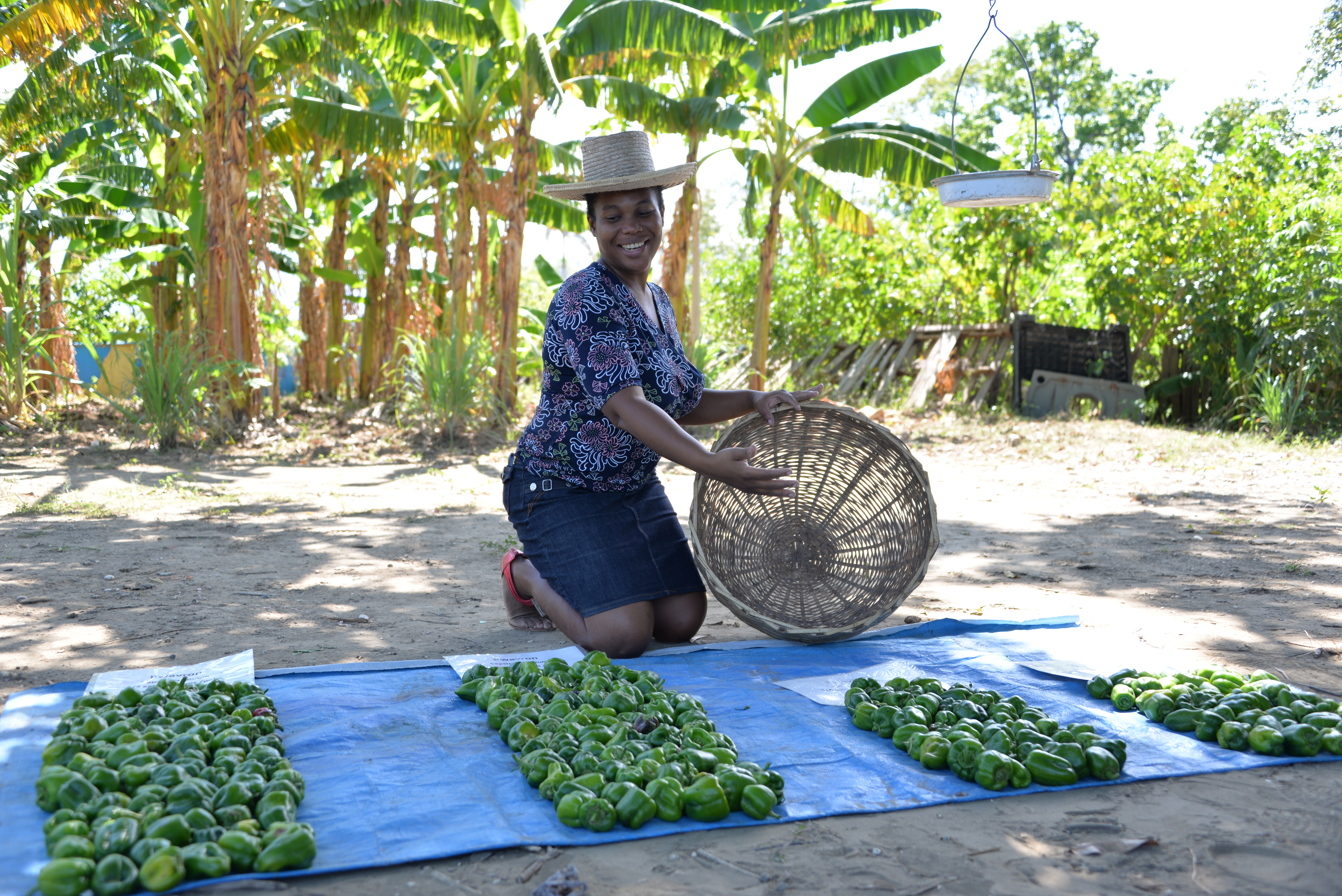
برداشت فلفل دلمه‌ای که با کمپوست ساخته‌شده از فضولات انسانی در یک باغ آزمایشی در هائیتی رشد کرده‌اند

بازکاربری پسماند گوارشی انسان یا بازکاربرد پسماند گوارشی انسان، استفاده ایمن و مفید از پسماند گوارشی انسانی تصفیه‌شده پس از اعمال مراحل درمانی مناسب و رویکردهای مدیریت ریسک است که برای کاربرد دوباره مورد نظر سفارشی شده‌است. کاربرد مفید از فضولات تیمارشده ممکن است بر کاربرد مواد مغذی موجود در گیاه (عمدتاً نیتروژن، فسفر و پتاسیم) که در فضولات تیمارشده موجود است، متمرکز شود. آنها همچنین ممکن است از مواد آلی و انرژی موجود در فضولات استفاده کنند. تا حدی کمتر، استفاده دوباره از محتوای آب فضولات نیز ممکن است رخ دهد، اگرچه این بیشتر به عنوان بازیافت آب از فاضلاب شهری شناخته می‌شود. کاربردهای استفاده دوباره مورد نظر برای محتوای مواد مغذی ممکن است شامل موارد زیر باشد: تهویه خاک یا کود در فعالیت‌های کشاورزی یا باغبانی. دیگر کاربردهای بازکاربری، که بیشتر بر محتوای مواد آلی فضولات تمرکز دارند، شامل کاربرد به عنوان منبع سوخت یا به عنوان منبع انرژی در قالب بیوگاز است.

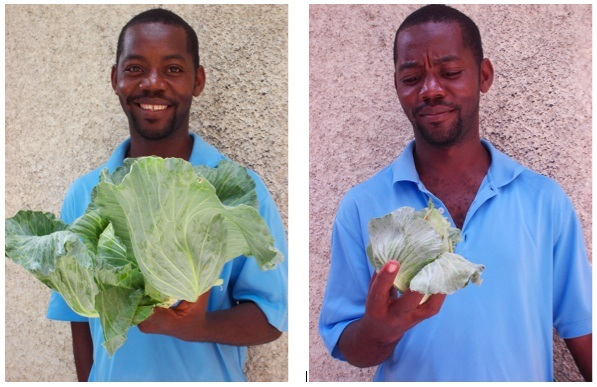
کلم رشدیافته در کمپوست بر پایه فضولات (سمت چپ) و بدون اصلاح خاک (راست)، SOIL در هائیتی